# روزاليند ماركيز
روزاليند ماركيز (بالإنجليزية: Rosalind Marquis)‏ هي ممثلة أمريكية، ولدت في 11 سبتمبر 1915 في شيكاغو في الولايات المتحدة، وتوفيت في 12 يونيو 2006 في نيبلز في الولايات المتحدة.

## وصلات خارجية
- روزاليند ماركيز على موقع IMDb (الإنجليزية)
- روزاليند ماركيز على موقع ميوزك برينز (الإنجليزية)
- روزاليند ماركيز على موقع قاعدة بيانات الفيلم (الإنجليزية)